# Yoderit
Das Mineral Yoderit ist ein sehr selten vorkommendes Hochdruck-Hochtemperatur-Orthosilikat aus der Mineralklasse der „Silikate und Germanate“ mit der chemischen Zusammensetzung (Al3Mg)[6](Mg,Al,Fe3+)4[5][O|OH|(SiO4)2]2 und ist damit chemisch gesehen ein komplexes Aluminium-Magnesium-Silikat mit zusätzlichen Sauerstoff- und Hydroxidionen. Die in der zweiten runden Klammer angegebenen Elemente Magnesium, Aluminium und Eisen können sich in der Formel jeweils gegenseitig vertreten (Substitution, Diadochie), stehen jedoch immer im selben Mengenverhältnis zu den anderen Bestandteilen des Minerals. Strukturell gehört Yoderit zu den Inselsilikaten.
Yoderit kristallisiert im monoklin Kristallsystem, konnte jedoch bisher nur in Form unregelmäßiger Körner und blättriger oder lattenförmiger Aggregate gefunden werden. Die durchsichtigen, glasähnlich glänzenden Kristalle können je nach Fremdbeimengung eine dunkelviolette, smaragdgrüne oder rote bis purpurrote Farbe annehmen. Im Durchlichtmikroskop erscheint Yoderit auch tiefblau oder olivgrün bis gelb. Auf der Strichtafel hinterlässt das Mineral allerdings immer einen weißen Strich.

## Etymologie und Geschichte
Erstmals entdeckt wurde Yoderit am Mautia Hill im Distrikt Kongwa (Region Dodoma) in Tansania. Die Erstbeschreibung erfolgte 1959 durch Duncan McKie und A. J. Radford, die das Mineral nach dem Petrologen und damaligen Direktor des Geophysischen Labors im Carnegie Institution for Science Hatten Schuyler Yoder, Jr. benannten.
Typmaterial des Minerals wird Geological Survey of Tanzania in Dodoma, Tansania unter den Katalog-Nr. JH 2563/2 und JH 2563/14 sowie im National Museum of Natural History in Washington, D.C. in den USA unter der Katalog-Nr. 137854 aufbewahrt.

## Klassifikation
In der veralteten 8. Auflage der Mineralsystematik nach Strunz gehörte der Yoderit zur Mineralklasse der „Silikate“ und dort zur Abteilung „Neso-Subsilikate“, wo er gemeinsam mit Mullit im Anhang zur „Al2SiO5-Gruppe“ mit der Systemnummer VIII/A’.02 und den Hauptmitgliedern Andalusit, Kyanit und Sillimanit steht.
In der zuletzt 2018 überarbeiteten Lapis-Systematik nach Stefan Weiß, die formal auf der alten Systematik von Karl Hugo Strunz in der 8. Auflage basiert, erhielt das Mineral die System- und Mineralnummer VIII/B.02-060. Dies entspricht der Klasse der „Silikate“ und dort der Abteilung „Inselsilikate mit tetraederfremden Anionen“, wo Yoderit zusammen mit Andalusit, Boromullit, Kanonait, Kyanit, Mullit, Sillimanit und Topas eine unbenannte Gruppe mit der Systemnummer VIII/B.02 bildet.
Die von der International Mineralogical Association (IMA) zuletzt 2009 aktualisierte 9. Auflage der Strunz’schen Mineralsystematik ordnet den Yoderit in die Klasse der „Silikate und Germanate“ und dort in die Abteilung „Inselsilikate (Nesosilikate)“ ein. Hier ist das Mineral in der Unterabteilung „Inselsilikate mit zusätzlichen Anionen; Kationen in [4]er-, [5]er- und/oder nur [6]er-Koordination“ zu finden, wo es als einziges Mitglied eine unbenannte Gruppe mit der Systemnummer 9.AF.25 bildet.
In der vorwiegend im englischen Sprachraum gebräuchlichen Systematik der Minerale nach Dana hat Yoderit die System- und Mineralnummer 52.02.02b.03. Das entspricht der Klasse der „Silikate“ und dort der Abteilung „Inselsilikate: SiO4-Gruppen und O, OH, F und H2O“. Hier findet er sich innerhalb der Unterabteilung „Inselsilikate: SiO4-Gruppen und O, OH, F und H2O mit Kationen in [4] und >[4]-Koordination“ in der „Al2SiO5 (Andalusit-Untergruppe)“, in der auch Andalusit und Kanonait eingeordnet sind.

## Chemismus
Die von A. J. Radford und J. H. Scoon an gereinigten Proben des Typmaterials JH 2563/2 durchgeführte Analyse ergab eine Zusammensetzung von 36,07 bis 36,12 % SiO2, 0,35 % TiO2, 41,00 bis 41,06 % Al2O3, 0,5 % Fe2O3, 4,81 bis 4,82 % FeO, 0,32 % MnO, 12,21 bis 12,23 % MgO, 1,48 % CaO, 0,01 % Na2O, 0,05 % K2O sowie 3,20 % H2O+ und 0,05 % H2O−, was der korrigierten empirischen Zusammensetzung von (Mg2.0Ca0.2Fe0.5Al5.3)8.0Si4.0O17.6(OH)2.4·H2O+ entspricht.
Eine weitere Analyse an zwei ebenfalls aus der Typlokalität Mautia Hill in Tansania stammenden Proben, die 1978 von R. M. Abu-Eid, K. Langer und F. Seifert durchgeführt wurde, ergab die leicht abweichende Zusammensetzung von 35,94 bis 36,07 % SiO2, 0,07 bis 0,11 % TiO2, 42,76 bis 42,95 % Al2O3, 4,08 bis 5,16 % Fe2O3, 0,62 bis 0,85 % Mn2O3, 0,19 bis 0,24 % FeO, 0,13 bis 0,23 % MnO, 11,83 bis 12,05 % MgO, 2,69 % H2O+ und 0,36 % P2O5. Die daraus resultierende empirische Zusammensetzung lautet (Mg1.95Fe2+0.02Mn2+0.01)Σ=1.98(Al5.57Fe3+0.34Mn3+0.07Ti0.01)Σ=5.99(Si3.98P0.03)Σ=4.01O18.02(OH)1.98 oder in der idealisierten Form Mg2(Al,Fe3+)6Si4O18(OH)2.
Genauere Studien der Kristallstruktur von Yoderit, 1982 durchgeführt von John B. Higgins, Paul H. Ribbe und Yoshiharu Nakajima, führten schließlich zu einer angepassten und die Struktur des Minerals berücksichtigenden Formel in der Schreibweise VI[MgAl3]V[MgAl]V[Al0.84Fe3+0,16]2O2(OH)2[SiO4]4 oder auch (Al3Mg)[6](Mg,Al,Fe3+)4[5][O|OH|(SiO4)2]2 in der kristallchemischen Strukturformelschreibweise nach Strunz.

## Kristallstruktur
Yoderit kristallisiert monoklin in der Raumgruppe P21/m (Raumgruppen-Nr. 11) mit den Gitterparametern a = 8,02 Å; b = 5,82 Å; c = 7,25 Å und β = 104,9° sowie einer Formeleinheit pro Elementarzelle.
Die Kristallstruktur besteht aus Ketten von eckenverknüpften (Al,Mg)O5(OH)-Oktaedern parallel der b-Achse [010]. Diese werden durch inselartig verteilte SiO4-Tetraeder sowie je zwei eckenverknüpften, trigonalen Dipyramiden aus (Al,Mg,Fe)(O,OH)5 verbunden.

## Eigenschaften
Auffälliges Merkmal von Yoderit ist sein starker Pleochroismus. Je nachdem, aus welcher Richtung das Licht durch den Kristall dringt, erscheint das Mineral entweder hellpreußischblau oder grün, indigoblau oder hellgelb beziehungsweise hellolivgrün oder gelb. Besonders deutlich tritt diese Eigenschaft bei Dünnschliffen unter dem Durchlichtmikroskop hervor, da die optischen Achsen der einzelnen Körner im Gesteinsgefüge unterschiedlich ausgerichtet sind.

## Bildung und Fundorte
Yoderit bildet sich als Hauptphase in Quarz-Kyanit-Talk-Schiefern bei einem Druck von ≈ 10 kbar H2O und einer Temperatur von 800º C. In den bisher gefundenen Proben fand sich Yoderit daher meist verwachsen mit Kyanit beziehungsweise diesen umwachsend. Als Begleitminerale tritt neben den bereits genannten Mineralen unter anderem noch Hämatit auf.
Bisher ist außer seiner Typlokalität Mautia Hill in Tansania nur ein weiterer Fundort bekannt (Stand 2018), nämlich die Kadunguri-Weißschiefer im Sambesi-Gürtel im Mashonaland von Simbabwe.